# Tygří hnízdo
Tagcchang (v dzongkha སྟག་ཚང་; přepis do angličtiny Taktsang), doslova Tygří hnízdo, je buddhistický klášter ležící v blízkosti západobhútánského města Paro. V blízkosti města je i mezinárodní letiště, na kterém nicméně mohou přistávat pouze bhútánské aerolinie. 

## Architektura
Klášter samotný se skládá ze čtyř hlavních chrámů zavěšených na skalní stěně v nadmořské výšce 3120 m. Svatostánek je volně přístupný turistům, výstup k němu zabere zhruba dvě až tři hodiny.

## Historie
Ke vzniku kláštera se váže jedna z místních legend. Podle ní do této oblasti v 8. století doletěl na hřbetu tygřice buddhistický Guru rinpočhe. V jedné ze zdejších jeskyní pak tři roky, tři měsíce, tři dny a tři hodiny meditoval, aby ze sebe vypudil démony, kteří v něm žili. Od té doby se jeskyně a její okolí stalo svatým a zároveň poutním místem, pro které se vžil název Taktsang, doslovně přeložený jako tygří doupě či hnízdo.
S původní myšlenkou vybudování kláštera přišel zakladatel Bhútánu jako národního státu Ngawang Namgyal, který žil v první polovině 17. století. Jeho přání bylo splněno až na konci 17. století, přesněji v roce 1692, kdy byl Tenzinem Rabgyem, tehdejším světským vládcem Bhútánu, položen základní kámen kláštera.
V dubnu 1998 vypukl v hlavní budově Tygřího hnízda požár, při kterém celý klášter téměř vyhořel. Jeho obnova do původního stavu trvala až do roku 2005 a stála zhruba 135 milionů ngultrumů (52 milionů korun).